# Perjiva hunanensis
Perjiva hunanensis là một loài tò vò trong họ Ichneumonidae.